# XISBN

xISBN是一项由OCLC提供的网络服务，提交一个国际标准书号（ISBN），它将返回相应的书号和选择过的元数据。

## 功能
同一作品经过修订、流传可能会产生许多不同的版本。例如威廉·莎士比亞的作品《哈姆雷特》，便有接近700个版本，它们都有各自的ISBN。如果翻拍成戏剧、电影，出版中有时也会用ISBN来标识。xISBN将这些不同的ISBN集中到唯一的“原初作品”名下。用户可据此查找不同时期的版本和各种语言的译本。
xISBN的书目数据来自WorldCat，WorldCat是世界上最大的书目记录数据库。

## 使用
例如，提交书号0596002815后，xISBN服务将返回：
```
    <?xml version="1.0" encoding="UTF-8"?> 
    <rsp xmlns="
https://archive.today/20130503141441/http://worldcat.org/xid/isbn/
" stat="ok"> 
        <isbn>0596002815</isbn> 
        <isbn>1565928938</isbn> 
        <isbn>1565924649</isbn> 
    </rsp> 
```

## 参見
- 书目纪录功能需求